# 삼신봉터널
삼신봉터널(三神峯터널)은 경상남도 하동군 청암면 묵계리와 산청군 시천면 내대리를 잇는 터널으로, 지방도 제1047호선을 구성한다. 2004년 6월 16일에 개통되었다.

## 건설
터널은 횡류식 터널 방식으로 건설되었다. 이 때문에 2012년 같은 방식으로 건설된 일본 야마나시현 사사고터널 붕괴 사고가 일어나자 즉시 긴급 점검이 이루어졌으나, 사사고 터널과 달리 천장을 철근으로 엮은 뒤 콘크리트를 매립하는 공법으로 설계되어 무너질 염려는 없는 것으로 나타났다.

## 현황
이 터널이 개통됨으로써 하동군, 구례군, 남원시, 함양군, 산청군 일대로 순환하는 일명 '지리산 외곽 순환도로'가 완성되었다. 또한 이 터널이 개통되면서 지리산을 순환탐방하는 관광객이 늘어나 교통량이 증가하여 국도 제20호선의 지리산 방면 구간의 선형 개량사업 추진에 영향을 주었다.